# Tundja
El municipi de Tundja (búlgar: Община Тунджа) és un municipi búlgar pertanyent a la província de Iàmbol, amb capital a la capital provincial Iàmbol, tot i que aquesta no es troba en el seu municipi. El municipi compren els voltants de la ciutat de Iàmbol. Per al seu municipi hi flueix el riu Tundzha, del que en pren el nom.
L'any 2011 tenia 24.155 habitants, el 89,36 búlgars i el 8,73% gitanos i l'0,46% turcs.

## Localitats
Tundzha comprèn els següents pobles:
| - Asenovo - Bezmer - Bolyarsko - Botevo - Boyadzhik - Chargan - Chelnik - Drazhevo - Drama - Dryanovo - Hadzhidimitrovo - Hanovo - General Inzovo - General Toshevo - Golyam Manastir - Galabintsi - Kabile - Kalchevo - Karavelovo - Kozarevo - Konevets - Krumovo | - Kukorevo - Malomir - Meden Kladenets - Mezhda - Miladínovtsi - Moguila - Okop - Ovchi Kladenets - Pobeda - Robovo - Roza - Sávino - Simeonovo - Skalitsa - Slamino - Stara Reka - Tarnava - Tenevo - Veselinovo - Vidintsi - Zavoy - Zlatari |